# Crotaphopeltis
Crotaphopeltis es un género de serpientes de la familia Colubridae. Sus especies se distribuyen por el África subsahariana.

## Especies
Se reconocen las siguientes:
- Crotaphopeltis barotseensis Broadley, 1968
- Crotaphopeltis braestrupi Rasmussen, 1985
- Crotaphopeltis degeni (Boulenger, 1906)
- Crotaphopeltis hippocrepis (Reinhardt, 1843)
- Crotaphopeltis hotamboeia (Laurenti, 1768)
- Crotaphopeltis tornieri (Werner, 1908)